# John Elsworthy
John Elsworthy (ur. 26 lipca 1931 w Nant-y-derry, zm. 3 maja 2009 w Ipswich) – walijski piłkarz występujący na pozycji pomocnika. 

## Kariera klubowa
Elsworthy przez całą karierę występował w Ipswich Town. Zaczynał tam w sezonie 1949/1950 w Division Three. W sezonie 1953/1954 awansował do Division Two, jednak w kolejnym spadł z powrotem do Division Three. W sezonie 1956/1957 ponownie wywalczył awans do Division Two, a w sezonie 1960/1961 także do Division One. W sezonie 1961/1962 zdobył z Ipswich mistrzostwo Anglii. W sezonie 1963/1964 spadł z nim do Division Two. W 1965 roku zakończył karierę.

## Kariera reprezentacyjna
W 1958 roku Elsworthy został powołany do reprezentacji Walii na mistrzostwa świata. Nie zagrał jednak na nich ani razu, a Walia odpadła z turnieju w ćwierćfinale. W drużynie narodowej nie rozegrał żadnego spotkania.